# اللجنة الأولمبية الجزائرية
اللجنة الأولمبية الجزائرية هي ممثل الجزائر لدى اللجنة الأولمبية الدولية، تأسست في عام 1963، ومعترف بها من قبل اللجنة الأولمبية الدولية في عام 1964.

## وظيفة اللجنة
- تقديم وإعداد وتنفيذ مشاركة الجزائر في دورة الألعاب الأولمبية والألعاب الإقليمية الأخرى التي تأذن بها اللجنة الأولمبية الدولية بالتعاون مع الاتحادات الرياضية الوطنية والسلطات العامة.
- ضمان تطوير وحماية الحركة الأولمبية والرياضة.
- ضمان الامتثال للوائح وقرارات اللجنة الأولمبية الدولية.

## رؤساء اللجنة الأولمبية
| الاسم            | فترة الرئاسة            |
| ---------------- | ----------------------- |
| محند معوش        | 1963 – 1965 (سنتان)     |
| حاج عمر دحمون    | 1965 – 1968 (3 سنواتٍ)   |
| محمد زرقيني      | 1968 – 1983 (15 سنةً)    |
| عبد النور بقة    | 1983 – 1984 (سنتان)     |
| محمد صالح منتوري | 1984 – 1988 (4 سنواتٍ)   |
| سيد محمد بغدادي  | 1988 – 1989 (سنةً واحدةً) |
| محمد صالح منتوري | 1989 – 1993 (4 سنواتٍ)   |
| سيد علي لبيب     | 1993 – 1996 (3 سنواتٍ)   |
| مصطفى براف       | 1996 – 1998 (سنتان)     |
| مصطفى لعرفاوي    | 1998 – 2001 (3 سنواتٍ)   |
| مصطفى براف       | 2001 – 2009 (8 سنواتٍ)   |
| رشيد حنيفي       | 2009 – 2013 (4 سنواتٍ)   |
| مصطفى براف       | 2013 – 2020 (7 سنواتٍ)   |
| عبد الرحمان حماد | 2020 – …                |

## روابط خارجية
- الموقع الرسمي للجنة الأولمبية الجزائرية